# Ferrari

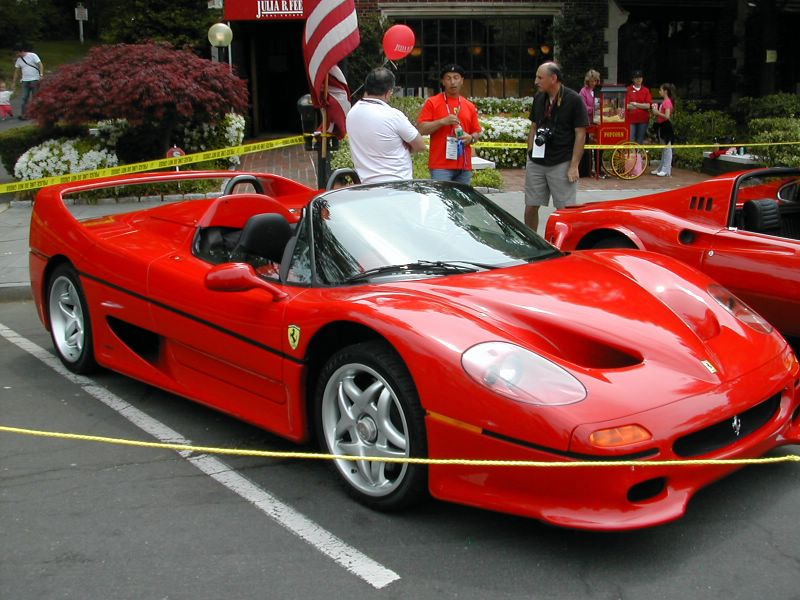
Ferrari F50

Ferrari je italská automobilová značka, která proslula především svými sportovními vozy a účastí v automobilových závodech (v počátcích především v závodech Formule 1).
Firmu založil bývalý automobilový závodník Enzo Ferrari, byla součástí koncernu Fiat. Sídlí v italském městě Maranello. V roce 2016 činila produkce přes 8000 vozů.
Do roku 2018 vyrobila firma za celou svou existenci více než 190 000 automobilů.

## Historie

### 1929–1946
Když v roce 1929 zakládal Enzo Ferrari v Modeně společnost Scuderia Ferrari určenou k sponzorování amatérských automobilových jezdců, vůbec neměl v úmyslu vyrábět silniční vozy. Ferrari připravoval a úspěšně pomáhal v závodění mnoha jezdcům firmy Alfa Romeo až do roku 1938, kdy byl oficiálně zaměstnán jako šéf závodního týmu Alfy.
V roce 1940 Alfu Romeo částečně převzala italská vláda, v rámci válečné zbrojní výroby. Divize, kterou řídil Ferrari byla však tak malá, že se jí tato situace nedotkla.
Protože byla Ferrarimu závodní činnost po dobu čtyř let zakázána ve smlouvě s Alfou, Scuderia se přeměnila na Auto Avio Costruzioni Ferrari, vyrábějící stroje a díly pro letectví. Pod označením SEFAC (Scuderia Enzo Ferrari Auto Corse) Ferrari během „nezávodního“ období vyrobil jediný typ závodního vozu Tipo 815.
To byl vlastně první automobil Ferrari. Představil se v roce 1940 v závodě Mille Miglia, kde jediné dva prototypy řídili Lotario Rangoni a Alberto Ascari, ale díky válce se v tomto závodě s velkou konkurencí poměřit nemohli. V roce 1943 Ferrari přemístil továrnu do Maranella, kde působí dodnes. Továrna byla v roce 1944 bombardována a v roce 1946 byla přestavěna a přibyly i nové provozy pro výrobu silničních vozů.

### 1945–současnost
Prvním skutečným závodním vozem Ferrari se v roce 1948 stal 125 S, poháněný dvanáctiválcovým vidlicovým motorem o objemu 1,5 litru. Enzo celkem nerad stavěl a prodával automobily, ale musel, aby mohl dále podporovat tým Scuderia, protože jeho životní láskou bylo jen závodění. Mezitím si však jeho vozy rychle získaly pověst výjimečných automobilů. Enzo byl proslulý nelibostí k lidem, kteří si jeho vozy kupují kvůli prestiži a ne kvůli technickým a sportovním výkonům. Výkony jeho automobilů v té době převyšovaly jen vozy španělské firmy Pegaso, která však později zanikla.
Silniční vozy Ferrari, známé také svým pozoruhodným designem, navrhovala nejlepší návrhářská studia jako Pininfarina, byly po dlouhou dobu nezbytným doplňkem nejbohatších lidí. Na návrzích se podílely v průběhu doby i firmy Scaglietti, Bertone, Touring, Ghia, a Vignale.
V roce 1967 začala kvůli finančním problémům spolupracovat s automobilkou Fiat. Ta o dva roky později odkoupila více než 50 % akcií, což umožnilo značce neomezené financování. 
V roce 2007, vlastnila Fiat Group 85% podíl Ferrari, Mubadala Development Company 5% a Enzův syn Piero Ferrari 10%.
John Elkann oznámil zavádění elektromobilů ve Ferrari.
Doposud nejdražším modelem značky Ferrari je Ferrari 250 GTO. V roce 2020 se prodalo v přepočtu za 1,53 miliardy korun českých. Druhé nejdražší Ferrari se prodalo v přepočtu za 900 milionů korun českých, toto Ferrari nese název Ferrari 250 Testa Rossa.

## Sériové modely
Pojmenování modelů Ferrari se v průběhu času měnilo. Zpočátku trojmístné číslo značilo objem jednoho válce motoru (např. modely 250, 365 nebo nejnověji 456). Tento způsob označování se u dvanáctiválcových modelů udržel až do devadesátých let. Od šedesátých let se také začíná používat trojmístné označení složené z objemu motoru a počtu válců – jako první Dino Ferrari 206 (tedy objem dva litry, šest válců), později např. 512 BB (pět litrů, dvanáct válců). Dnes je tímto způsobem pojmenován model 612. Ostatní moderní Ferrari mají v číselném označení zaznamenán pouze objem motoru.

### GT s motorem vpředu
- 250 (1953–1964)
- 330 (1963–1968)
- 275 (1964–1968)
- 365 (1966–1970)
- 365 Daytona (1968–1976)
- 400 (1976–1985)
- 412 (1985–1989)
- 456 (1992–2003)
- 550 (1996–2001)
- 575M (2002–2006)
- 612 Scaglietti (2004–2011)
- 599 GTB Fiorano (od 2007–2012)
- California (2009–2017)
- Ferrari FF (od 2011)
- Ferrari F12berlinetta (od 2012)
- Ferrari 812 Superfast (2017–?)

### Šesti- a osmiválcové s motorem uprostřed
- Dino 206 (1968–1969)
- Dino 246 (1969–1974)
- 308 GT4 (1973–1980)
- 208 GT4 (1975–1980)
- 308 (1975–1985)
- 208 (1980–1986)
- Mondial (1980–1993)
- 328 (1985–1989)
- 348 (1989–1995)
- F355 (1993–1999)
- 360 (1999–2005)
- F430 (2004–2009)
- 458 Italia (2011–2015)
- Ferrari F80 Concept (2014)
- 488 GTB (od 2015)
- Ferrari F8 Tributo (od 2019)

### Dvanáctiválcové s motorem uprostřed
- 365 GT4 BB (1973–1976)
- 512 BB (1976–1984)
- Testarossa (1984–1992)
- 512 TR (1991–1994)

### Supersporty
- 250 GTO (1962–1964)
- 288 GTO (1984–1985)
- F40 (1987–1992)
- F50 (1995–1997)
- Enzo (2003–2004)
- FXX (2005–2007, 30 kusů)
- LaFerrari (2013)
- FXX K (2016)

## Významní jezdci Ferrari
- Tazio Nuvolari
- Juan Manuel Fangio
- Luigi Chinetti
- Alberto Ascari
- Wolfgang von Trips
- Phil Hill
- Olivier Gendebien
- Mike Hawthorn
- Peter Collins
- John Surtees
- Jacky Ickx
- Mario Andretti
- Niki Lauda
- Carlos Reutemann
- Jody Scheckter
- Gilles Villeneuve
- Didier Pironi
- Michele Alboreto
- Gerhard Berger
- Nigel Mansell
- Alain Prost
- Jean Alesi
- Rubens Barrichello
- Michael Schumacher
- Felipe Massa
- Kimi Räikkönen
- Giancarlo Fisichella
- Fernando Alonso
- Sebastian Vettel
- Charles Leclerc